# Acrolophia lunata
Acrolophia lunata là một loài thực vật có hoa trong họ Lan. Loài này được (Schltr.) Schltr. & Bolus mô tả khoa học đầu tiên năm 1894.